# Tadeu Ricci
Mário Tadeu Ricci, mais conhecido como Tadeu Ricci (Ribeirão Preto, 9 de abril de 1947) é um ex-futebolista brasileiro que atuava como meio-campista.

## Títulos
Flamengo
- Taça Geraldo Cleofas Dias Alves: 1976

Grêmio
- Campeonato Gaúcho: 1977